# トヨタドライビングスクール東京
トヨタドライビングスクール東京（トヨタドライビングスクールとうきょう 英: Toyota Driving School Tokyo）は、東京都立川市にある株式会社トヨタ東京教育センターが運営する自動車学校。姉妹校には中部日本自動車学校、トヨタドライビングスクール群馬がある。

## 概要
1953年（昭和28年）4月に立川自動車学校として開校し、同年6月に各種学校（東京都初の自動車学校）として認可されたのを機に日本自動車学校と改称した。
1954年（昭和29年）4月に整備教育部門自動車整備士（3級）養成課程発足（1971年（昭和46年）4月に八王子市に移転し専門学校トヨタ東京自動車大学校として独立）。同年9月にトヨタ自動車販売（現・トヨタ自動車）の一部門の経営となり、1963年（昭和38年）1月に株式会社トヨタ東京教育センター日本自動車学校として独立。
2002年（平成14年）4月に現在の名称に改める。

## 取扱車種
- 普通自動車（MT・AT）
- 準中型自動車
- 大型自動二輪車
- 普通自動二輪車（MT・AT）
- 普通自動二輪車小型限定（MT・AT）
- 普通二種（AT）

## 教習車
- トヨタ・カローラアクシオ
- トヨタ・コンフォート
- トヨタ・プリウス
- 日野・デュトロ
- ホンダ・NC750L
- ホンダ・CB400SF
- ホンダ・CB125F